# 1471 Торніо
1471 Торніо (1471 Tornio) — астероїд головного поясу, відкритий 16 вересня 1938 року.
Тіссеранів параметр щодо Юпітера — 3,310.
Названо на честь Торніо (фін. Tornio, швед. Torneå, півн.-саам. Duortnus) — міської комуни в Фінляндії.